# Uncommon Valor
Uncommon Valor (Más allá del valor en España) es una película estadounidense de acción y guerra de 1983, escrita por Joe Gayton y dirigida por Ted Kotcheff. Está protagonizada por Gene Hackman, Fred Ward, Reb Brown, Robert Stack, Michael Dudikoff y Patrick Swayze.
Narra la historia de un oficial de la Marina que forma un equipo para intentar rescatar a su hijo, que está cautivo en Laos tras la guerra de Vietnam.

## Reparto
- Gene Hackman - Coronel Jason Rhodes
- Patrick Swayze - Kevin Scott
- Fred Ward - Wilkes
- Reb Brown - Blaster
- Randall "Tex" Cobb - Sailor
- Robert Stack - MacGregor
- Michael Dudikoff - Asistente de Blaster
- Tim Thomerson - Charts
- Harold Sylvester - Johnson
- Kwan Hi Lim - Jiang

## Recepción
El sitio web Rotten Tomatoes determinó que tenía un 56% de aceptación, mientras que en Metacritic posee un promedio de 38/100.
Gene Siskel y Roger Ebert de This Week at the Movies: The Movie Review Program le dieron a la película un pulgar hacia abajo.